# Ave Senufo

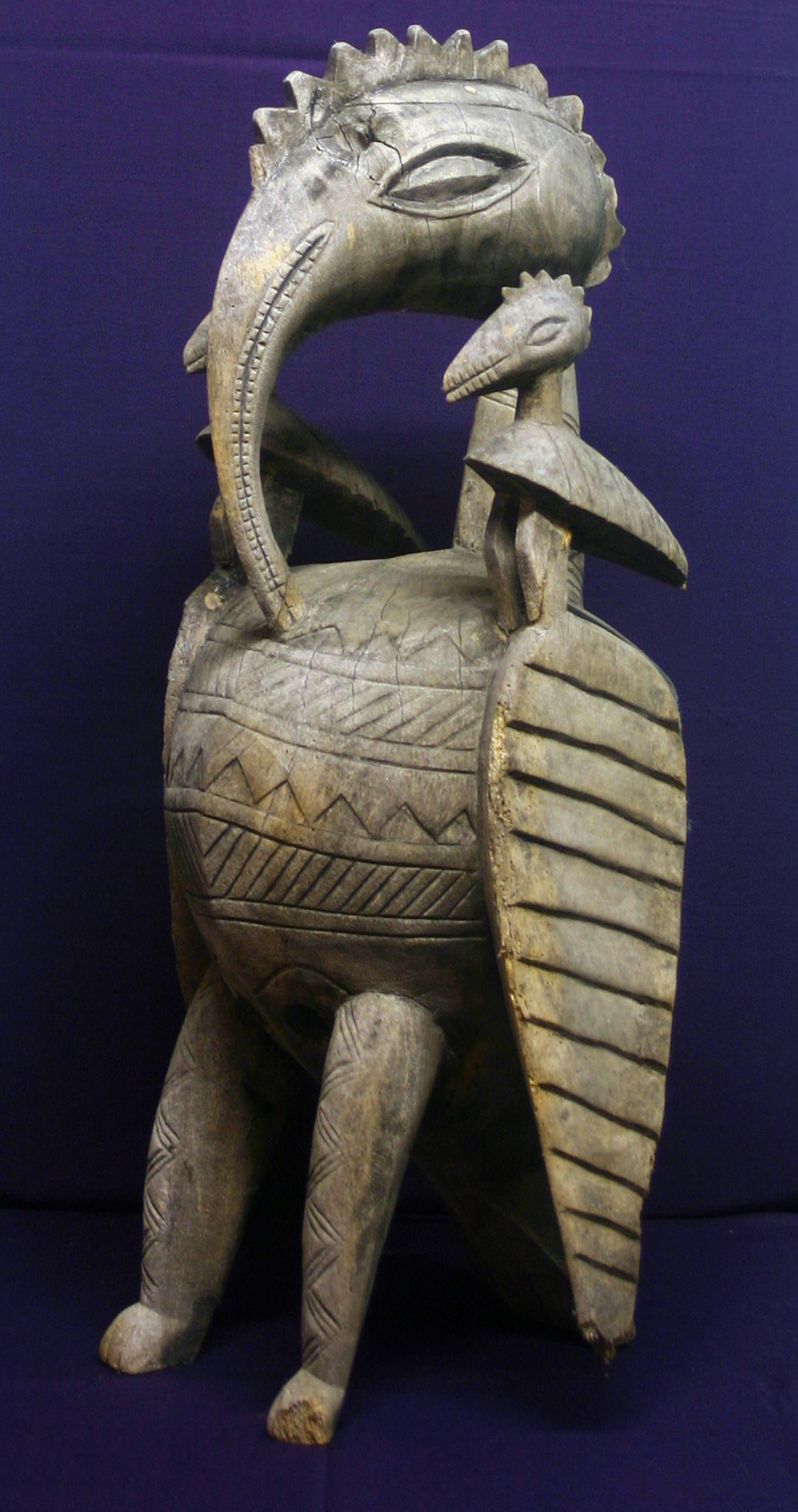
Ave Senufo.

Un  ave Senufo es una figura de un ave abstracta típica de las sociedades secretas denominadas Poro del pueblo Senufo en Sierra Leona y Costa de Marfil. A veces el ave se encuentra representada como un sombrero o máscara ceremonial que es utilizada en las ceremonias de iniciación de los Poro; otras veces se presenta como un objeto con una base. El sombrero es utilizado por hombres o mujeres o es portado en una procesión. Cuando no se lo utiliza se lo guarda en el alojamiento secreto de los Poro en un árbol. La base se encuentra ahuecada de forma tal que se calza en la cabeza de la persona igual que una gorra. Sin embargo, muchas de las aves se ubican sobre bases cilíndricas que parecen estar diseñadas para apoyarse sobre el suelo.
La figura del ave abstracta posee un largo pico curvado que llega hasta su panza. Las alas a cada uno de sus laterales con pequeños trozos rectangulares perforados adosadas al cuerpo. Dos pequeñas versiones del ave se alojan una en cada uno de sus hombros y las alas se encuentran decoradas con figuras en su anverso. Las patas se encuentran ligeramente dobladas, parada sobre un pedestal circular y un animal pequeño hace las veces de cola del ave. Esta escultura está fabricada con madera oscura y a veces se la decora con pigmentos o barro.
Según las creencias de los Senufo, el cálao, junto con la tortuga, el cocodrilo, el camaleón y la serpiente - fue una de las primeras criaturas vivientes. Su largo pico fálico que toca su abultado estómago que sugiere la preñez, representa las fuerzas duales de los componentes masculino y femenino, simbolizando la necesidad de ambos de asegurar la continuidad de toda la comunidad. la imagen de esta ave se encuentra inspirada en el ave nativa cálao de casco amarillo, de la cual los Senufos creen es la jefa de todas las aves arrogantes y está asociada a la idea de poder intelectual, propio del conocimiento y sabiduría que los mayores esperan poder impartir a los iniciados jóvenes.